# دوغ ريد (لاعب كرة الصالات)
دوغ ريد (بالإنجليزية: Doug Reed)‏ هو لاعب كرة الصالات ‏ بريطاني، ولد في 22 مايو 1986 في برمنغهام في المملكة المتحدة.

## وصلات خارجية
- الموقع الرسمي